# Karlstorps tallskog
Karlstorps tallskog är ett naturreservat i Vetlanda kommun i Jönköpings län.
Området är naturskyddat sedan 2019 och är 30 hektar stort.  Reservatet ligger öster om Karlstorp och består av tallskog samt mindre myrmarksområden och sumpskogar